# Jeufosse
Jeufosse is een plaats en voormalige gemeente in het Franse departement Yvelines in de regio Île-de-France en telt 421 inwoners (2005). De plaats maakt deel uit van het arrondissement Mantes-la-Jolie. Op 1 januari 2019 fuseerde de gemeente met Port-Villez tot de commune nouvelle Notre-Dame-de-la-Mer.

## Geografie
De oppervlakte van Jeufosse bedraagt 3,6 km², de bevolkingsdichtheid is 116,9 inwoners per km².
De onderstaande kaart toont de ligging van Jeufosse met de belangrijkste infrastructuur en aangrenzende gemeenten.

## Demografie
Onderstaande figuur toont het verloop van het inwonertal (bron: INSEE-tellingen).